# ジェソー島

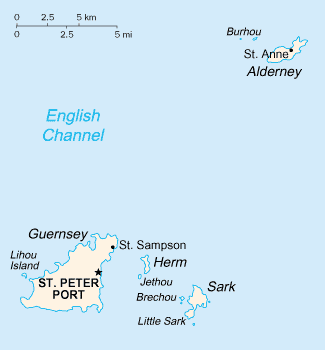
ジェソーはHerm（ハーム島）の南

ジェトゥー島 (Jethou) はヨーロッパのイギリス海峡にあるチャンネル諸島に位置し、ハーム島のほぼ南にあり、面積は0.18km2。709年に起こった嵐のためハーム島からの陸路が洗い流された。2015年にハーム島と共にラムサール条約登録地となった。
イギリスの王室属領であるガーンジー代官管轄区に属する。
1416年にヘンリー5世によってイギリスの領土となった。
現在はIT企業に勤めているピーター・オグデン卿が所有している。島は二つの島- クレヴィションと主たるフォーカニアーで構成されている。フォーカニアーにはオグデン卿の家が一つ、コテージが二つある。